# Verenigde Staten op de Olympische Winterspelen 2010

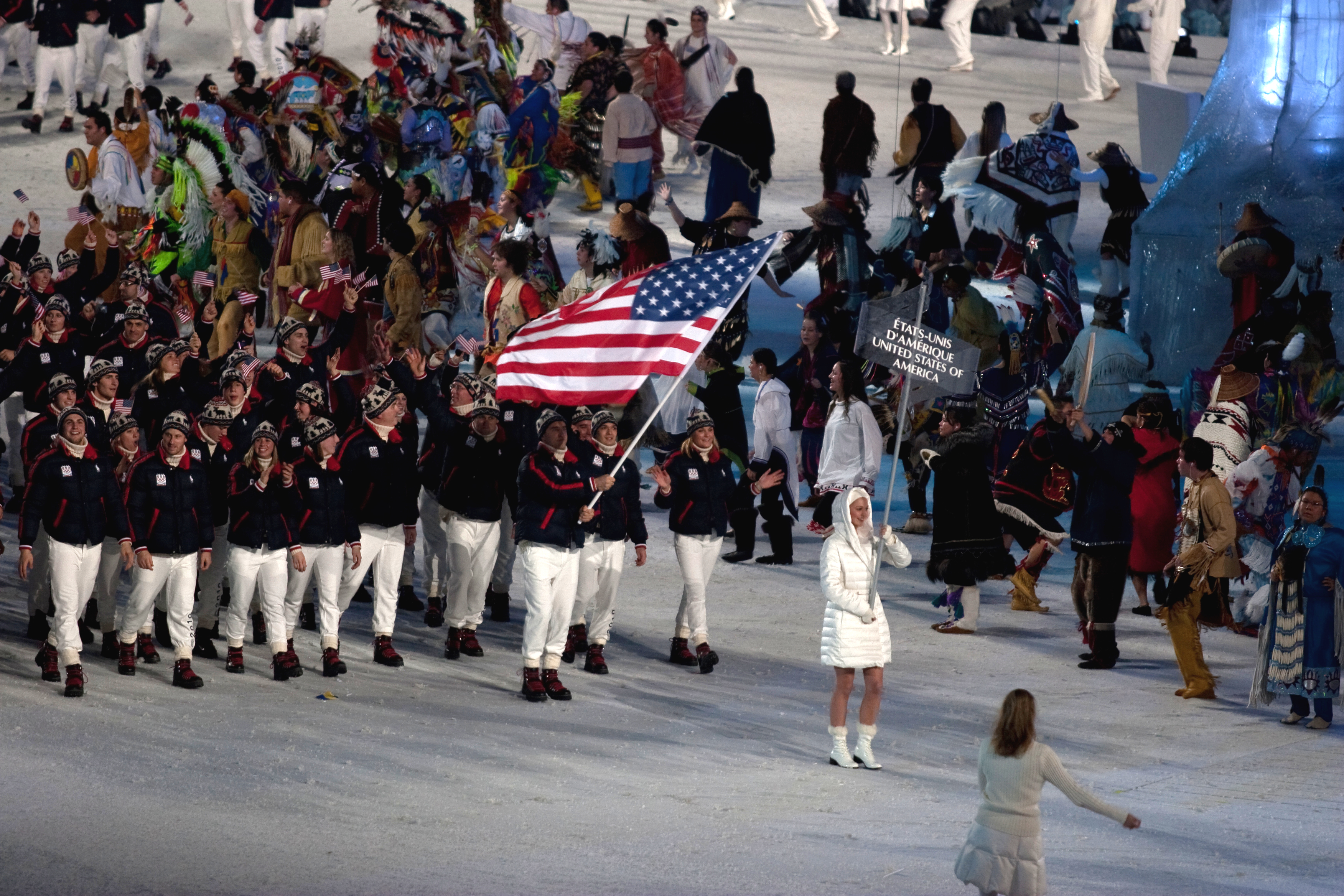
Het team van de Verenigde Staten bij de opening

Tijdens de Olympische Winterspelen van 2010, die in Vancouver (Canada) werden gehouden, namen de Verenigde Staten voor de eenentwintigste keer deel aan de Winterspelen.

## Medailleoverzicht
| Sport              | Olympiër                                                                   | Discipline               | Medaille |
| ------------------ | -------------------------------------------------------------------------- | ------------------------ | -------- |
| Alpineskiën        | Bode Miller                                                                | combinatie (m)           | Goud     |
| Alpineskiën        | Lindsey Vonn                                                               | afdaling (v)             | Goud     |
| Bobsleeën          | Steven Holcomb Steve Mesler Justin Olsen Curtis Tomasevicz                 | viermansbob (m)          | Goud     |
| Freestyleskiën     | Hannah Kearney                                                             | moguls (v)               | Goud     |
| Kunstschaatsen     | Evan Lysacek                                                               | mannen                   | Goud     |
| Noordse combinatie | Bill Demong                                                                | gundersen grote schans   | Goud     |
| Schaatsen          | Shani Davis                                                                | 1000 m (m)               | Goud     |
| Snowboarden        | Seth Wescott                                                               | cross (m)                | Goud     |
| Snowboarden        | Shaun White                                                                | half-pipe (m)            | Goud     |
| Alpineskiën        | Bode Miller                                                                | super-g (m)              | Zilver   |
| Alpineskiën        | Julia Mancuso                                                              | afdaling (v)             | Zilver   |
| Alpineskiën        | Julia Mancuso                                                              | combinatie (v)           | Zilver   |
| Freestyleskiën     | Jeret Peterson                                                             | aerials (m)              | Zilver   |
| Kunstschaatsen     | Meryl Davis Charlie White                                                  | ijsdansen                | Zilver   |
| Noordse combinatie | Johnny Spillane                                                            | gundersen normale schans | Zilver   |
| Noordse combinatie | Johnny Spillane                                                            | gundersen grote schans   | Zilver   |
| Noordse combinatie | Brett Camerota Todd Lodwick Johnny Spillane Bill Demong                    | landenwedstrijd          | Zilver   |
| Schaatsen          | Shani Davis                                                                | 1500 m (m)               | Zilver   |
| Schaatsen          | Brian Hansen Chad Hedrick Jonathan Kuck Trevor Marsicano                   | ploegachtervolging (m)   | Zilver   |
| Shorttrack         | Apolo Anton Ohno                                                           | 1500 m (m)               | Zilver   |
| Shorttrack         | Katherine Reutter                                                          | 1000 m (v)               | Zilver   |
| Snowboarden        | Hannah Teter                                                               | halfpipe (v)             | Zilver   |
| IJshockey          | Olympisch team                                                             | mannen                   | Zilver   |
| IJshockey          | Olympisch team                                                             | vrouwen                  | Zilver   |
| Alpineskiën        | Bode Miller                                                                | afdaling (m)             | Brons    |
| Alpineskiën        | Andrew Weibrecht                                                           | super-g (m)              | Brons    |
| Alpineskiën        | Lindsey Vonn                                                               | super-g (v)              | Brons    |
| Bobsleeën          | Erin Pac Elana Meyers                                                      | tweemansbob (v)          | Brons    |
| Freestyleskiën     | Bryon Wilson                                                               | moguls (m)               | Brons    |
| Freestyleskiën     | Shannon Bahrke                                                             | moguls (v)               | Brons    |
| Schaatsen          | Chad Hedrick                                                               | 1000 m (m)               | Brons    |
| Shorttrack         | John Robert Celski                                                         | 1500 m (m)               | Brons    |
| Shorttrack         | Apolo Anton Ohno                                                           | 1000 m (m)               | Brons    |
| Shorttrack         | John Robert Celski Simon Cho Travis Jayner Jordan Malone Apolo Anton Ohno  | 5000 m aflossing (m)     | Brons    |
| Shorttrack         | Allison Baver Kimberly Derrick Alyson Dudek Lana Gehring Katherine Reutter | 3000 m aflossing (v)     | Brons    |
| Snowboarden        | Scott Lago                                                                 | halfpipe (m)             | Brons    |
| Snowboarden        | Kelly Clark                                                                | halfpipe (v)             | Brons    |

## Deelnemers en resultaten
Het overzicht van de deelnemers en resultaat per sport volgt binnenkort.

### Alpineskiën
| Olympiër          | Discipline       | Resultaat | Prestatie                         |
| ----------------- | ---------------- | --------- | --------------------------------- |
| Bode Miller       | afdaling (m)     | Brons     | 1.54,40 (+0,09)                   |
| Bode Miller       | combinatie (m)   | Goud      | 2.44,92 — 1.53,91+51,01           |
| Bode Miller       | reuzenslalom (m) | DNF       | DNF-1                             |
| Bode Miller       | slalom (m)       | DNF       | DNF-1                             |
| Bode Miller       | super-g (m)      | Zilver    | 1.30,62 (+0,28)                   |
| Andrew Weibrecht  | afdaling (m)     | 21e       | 1.55,74 (+1,43)                   |
| Andrew Weibrecht  | combinatie (m)   | 11e       | 2.47,58 (+2,66) — 1.55,23+52,35   |
| Andrew Weibrecht  | super-g (m)      | Brons     | 1.30,65 (+0,31)                   |
| Marco Sullivan    | afdaling (m)     | DSQ       | DSQ                               |
| Marco Sullivan    | super-g (m)      | 23e       | 1.32,09 (+1,75)                   |
| Steven Nyman      | afdaling (m)     | 20e       | 1.55,71 (+1,40)                   |
| Ted Ligety        | combinatie (m)   | 5e        | 2.45,82 (+0,90) — 1.55,06+50,76   |
| Ted Ligety        | reuzenslalom (m) | 9e        | 2.39,11 (+1,28) — 1.17,87+1.21,24 |
| Ted Ligety        | slalom (m)       | DNF       | DNF-1                             |
| Ted Ligety        | super-g (m)      | 19e       | 1.31,70 (+1,36)                   |
| Will Brandenburg  | combinatie (m)   | 10e       | 2.47,06 (+2,14) — 1.56,28+50,78   |
| Tommy Ford        | reuzenslalom (m) | 26e       | 2.41,15 (+3,32) — 1.19,10+1.22,05 |
| Jake Zamansky     | reuzenslalom (m) | 31e       | 2.42,35 (+4,52) — 1.19,85+1.22,50 |
| Jimmy Cochran     | slalom (m)       | DNF       | 54,94+DNF                         |
| Nolan Kasper      | slalom (m)       | 24e       | 1.43,17 (+3,85) — 50,66+52,51     |
|                   |                  |           |                                   |
| Lindsey Vonn      | afdaling (v)     | Goud      | 1.44,19                           |
| Lindsey Vonn      | combinatie (v)   | DNF       | 1.24,16+DNF                       |
| Lindsey Vonn      | reuzenslalom (v) | DNF       | DNF-1                             |
| Lindsey Vonn      | slalom (v)       | DNF       | DNF-1                             |
| Lindsey Vonn      | super-g (v)      | Brons     | 1.20,88 (+0,74)                   |
| Julia Mancuso     | afdaling (v)     | Zilver    | 1.44,75 (+0,56)                   |
| Julia Mancuso     | combinatie (v)   | Zilver    | 2.10,08 (+0,94) — 1.24,96+45,12   |
| Julia Mancuso     | reuzenslalom (v) | 8e        | 2.27,66 (+0,55) — 1.16,42+1.11,24 |
| Julia Mancuso     | super-g (v)      | 9e        | 1.21,50 (+1,36)                   |
| Leanne Smith      | combinatie (v)   | 21e       | 2.13,97 (+4,83) — 1.27,27+46,70   |
| Leanne Smith      | super-g (v)      | 18e       | 1.23,05 (+2,91)                   |
| Stacey Cook       | afdaling (v)     | 11e       | 1.46,98 (+2,79)                   |
| Alice McKennis    | afdaling (v)     | DSQ       | DSQ                               |
| Megan McJames     | reuzenslalom (v) | 32e       | 2.32,98 (+5,87) — 1.18,30+1.14,68 |
| Megan McJames     | slalom (v)       | DNF       | 54,41+DNF                         |
| Sarah Schleper    | reuzenslalom (v) | 14e       | 2.28,36 (+1,25) — 1.16,19+1.12,17 |
| Sarah Schleper    | slalom (v)       | 16e       | 1.45,88 (+2,99) — 51,83+54,05     |
| Kaylin Richardson | combinatie (v)   | 17e       | 2.13,40 (+4,26) — 1.27,64+45,76   |
| Hailey Duke       | slalom (v)       | 30e       | 1.48,69 (+5,80) — 54,02+54,67     |
| Chelsea Marshall  | super-g (v)      | DNF       | DNF                               |

### Biatlon
| Olympiër                                                 | Discipline                | Resultaat | Prestatie |
| -------------------------------------------------------- | ------------------------- | --------- | --- |
| Lowell Bailey                                            | 10 km sprint (m)          | 36e       | 26.26,6 (+2.18,8) pen.: 0 (0 + 0)                                                                              |
| Lowell Bailey                                            | 12,5 km achtervolging (m) | 36e       | 36.34,0 (+2.55,6) pen.: 3 (0 + 2 + 1 + 0)                                                                      |
| Lowell Bailey                                            | 20 km individueel (m)     | 57e       | 54.23,1 (+6.00,6) pen.: 4 (0 + 2 + 1 + 1)                                                                      |
| Tim Burke                                                | 10 km sprint (m)          | 47e       | 26.54,8 (+2.47,0) pen.: 3 (1 + 2)                                                                              |
| Tim Burke                                                | 12,5 km achtervolging (m) | 46e       | 37.26,8 (+3.48,4) pen.: 5 (0 + 2 + 1 + 2)                                                                      |
| Tim Burke                                                | 20 km individueel (m)     | 45e       | 53.22,6 (+5.00,1) pen.: 5 (1 + 1 + 0 + 3)                                                                      |
| Tim Burke                                                | 15 km massastart (m)      | 18e       | 36.44,7 (+1.09,0) pen.: 4 (0 + 0 + 3 + 1)                                                                      |
| Jay Hakkinen                                             | 10 km sprint (m)          | 54e       | 27.17,4 (+3,09,6) pen.: 0 (0 + 0)                                                                              |
| Jay Hakkinen                                             | 12,5 km achtervolging (m) | 57e       | 40.33,2 (+6.54,8) pen.: 6 (1 + 2 + 3 + 0)                                                                      |
| Jay Hakkinen                                             | 20 km individueel (m)     | 76e       | 57.01,8 (+8.39,3) pen.: 7 (2 + 1 + 2 + 2)                                                                      |
| Wynn Roberts                                             | 20 km individueel (m)     | 86e       | 58.49,2 (+10.26,7) pen.: 8 (3 + 2 + 0 + 3)                                                                     |
| Jeremy Teela                                             | 10 km sprint (m)          | 9e        | 25.21,7 (+1.13,9) pen.: 2 (1 + 1)                                                                              |
| Jeremy Teela                                             | 12,5 km achtervolging (m) | 24e       | 35.45,4 (+2.07,0) pen.: 4 (0 + 0 + 2 + 2)                                                                      |
| Jeremy Teela                                             | 15 km massastart (m)      | 29e       | 38.36,1 (+3.00,4) pen.: 4 (1 + 1 + 0 + 2)                                                                      |
| Lowell Bailey Jay Hakkinen Tim Burke Jeremy Teela        | 4×7,5 km estafette (m)    | 13e       | 1:27.58,3 (+6.20,2) pen.: 4 (0+2 4+10) 20.51,8 (0+0 0+1) 21.47,0 (0+0 1+3) 22.01,7 (0+0 2+3) 23.17,8 (0+2 1+3) |
|                                                          |                           |           | |
| Lanny Barnes                                             | 7,5 km sprint (v)         | 78e       | 23.26,0 (+3.30,4) pen.: 1 (1 + 0)                                                                              |
| Lanny Barnes                                             | 15 km individueel (v)     | 23e       | 43.31,8 (+2.39,0) pen.: 0 (0 + 0 + 0 + 0)                                                                      |
| Haley Johnson                                            | 7,5 km sprint (v)         | 80e       | 23.35,4 (+3.39,8) pen.: 4 (1 + 3)                                                                              |
| Haley Johnson                                            | 15 km individueel (v)     | 66e       | 47.19,4 (+6.26,6) pen.: 4 (2 + 1 + 0 + 1)                                                                      |
| Laura Spector                                            | 7,5 km sprint (v)         | 77e       | 23.18,1 (+3.22,5) pen.: 2 (1 + 1)                                                                              |
| Laura Spector                                            | 15 km individueel (v)     | 65e       | 47.19,3 (+6.26,5) pen.: 2 (0 + 0 + 0 + 2)                                                                      |
| Sara Studebaker                                          | 7,5 km sprint (v)         | 45e       | 22.05,3 (+2.09,7) pen.: 1 (0 + 1)                                                                              |
| Sara Studebaker                                          | 10 km achtervolging (v)   | 46e       | 35.00,1 (+4.44,1) pen.: 2 (1 + 0 + 0 + 1)                                                                      |
| Sara Studebaker                                          | 15 km individueel (v)     | 34e       | 44.27,3 (+3.34,5) pen.: 1 (0 + 0 + 1 + 0)                                                                      |
| Sara Studebaker Lanny Barnes Haley Johnson Laura Spector | 4×6 km estafette (v)      | 17e       | 1:15.47,5 (+6.11,2) pen.:1 (1+8 0+4) 17.53,2 (0+1 0+0) 18.52,5 (0+1 0+1) 19.01,5 (0+3 0+0) 20.00,3 (1+3 0+3)   |

### Bobsleeën
| Olympiër                                                     | Discipline      | Resultaat | Prestatie                               |
| ------------------------------------------------------------ | --------------- | --------- | --------------------------------------- |
| Steven Holcomb Curtis Tomasevicz                             | tweemansbob (m) | 6e        | 3.27,94 (51,89 / 52,04 / 51,98 / 52,03) |
| John Napier Steven Langton                                   | tweemansbob (m) | 10e       | 3.29,40 (52,68 / 52,45 / 52,31 / 52,36) |
| Mike Kohn Nick Cunningham                                    | tweemansbob (m) | 12e       | 3.29,78 (52,47 / 52,71 / 52,25 / 52,35) |
| Steven Holcomb Steve Mesler Curtis Tomasevicz Justin Olsen   | viermansbob (m) | Goud      | 3.24,46 (50,89 / 50,86 / 51,19 / 51,52) |
| Mike Kohn Nick Cunningham Jamie Moriarty Bill Schuffenhauer  | viermansbob (m) | 13e       | 3.27,32 (51,69 /51,42 / 52,10 / 52,11)  |
| John Napier Christopher Fogt Steven Langton Charles Berkeley | viermansbob (m) | dns-3     | (51,30 /53,43 / 3e run niet gestart)    |
|                                                              |                 |           |                                         |
| Erin Pac Elana Meyers                                        | tweemansbob (v) | Brons     | 3.33,40 (53,28 / 53,05 / 53,29 / 53,78) |
| Bree Schaaf Emily Azevedo                                    | tweemansbob (v) | 5e        | 3.34,05 (53,76 / 53,33 / 53,56 / 53,40) |
| Shauna Rohbock Michelle Rzepka                               | tweemansbob (v) | 6e        | 3.34,06 (53,73 / 53,36 / 53,53 / 53,44) |

### Curling
| Olympiër                                                                              | Discipline | Resultaat | Prestatie |
| ------------------------------------------------------------------------------------- | ---------- | --------- | --- |
| John Benton Jeff Isaacson Chris Plys John Shuster Jason Smith                         | mannen     | 10e       | Groepsfase: 5- 7 Duitsland 5- 6 Noorwegen 6- 7 Zwitserland 6- 7 Denemarken 4- 3 Frankrijk 8- 7 Zweden 2- 4 Groot-Brittannië 2- 7 Canada 5-11 China |
|                                                                                       |            |           | |
| Nicole Joraanstad Debbie McCormick Natalie Nicholson Allison Pottinger Tracy Sachtjer | vrouwen    | 10e       | Groepsfase: 7- 9 Japan 5- 6 Duitsland 6- 7 Denemarken 6- 4 Rusland 6- 5 Groot-Brittannië 2- 9 Canada 3- 9 Zweden 5- 6 China 3-10 Zwitserland       |

### Freestyleskiën
| Olympiër        | Discipline    | Resultaat | Prestatie                                                                    |
| --------------- | ------------- | --------- | ---------------------------------------------------------------------------- |
| Scotty Bahrke   | aerials (m)   | 23e       | kwalificatie: 23e - uitgeschakeld: 168,72 ptn (82,52 + 86,20)                |
| Matt DePeters   | aerials (m)   | 17e       | kwalificatie: 17e - uitgeschakeld: 202,48 ptn (101,84 + 100,64)              |
| Jeret Peterson  | aerials (m)   | Zilver    | 247,21 ptn (118,59 + 128,62) kwalificatie: 5e - 237,34 ptn (119,47 + 117,87) |
| Ryan St. Onge   | aerials (m)   | 4e        | 239,93 ptn (115,27 + 124,66) kwalificatie: 2e - 240,67 ptn (122,57 + 118,10) |
| Patrick Deneen  | moguls (m)    | 19e       | geen score kwalificatie: 25e - uitgeschakeld: 21.95 ptn                      |
| Michael Morse   | moguls (m)    | 15e       | 23.38 ptn kwalificatie: 21e - uitgeschakeld: 22.83 ptn                       |
| Nate Roberts    | moguls (m)    | 19e       | geen score kwalificatie: 26e - uitgeschakeld: 21.78 ptn                      |
| Bryon Wilson    | moguls (m)    | Brons     | 26.08 ptn kwalificatie: 14e - 23.65 ptn                                      |
| Casey Puckett   | ski cross (m) | 23e       | kwalificatie: 18e (1.14,35) achtste finale: 4e - uitgeschakeld               |
| Daron Rahlves   | ski cross (m) | 28e       | kwalificatie: 24e (1.14,91) achtste finale: 3e - uitgeschakeld               |
|                 |               |           |                                                                              |
| Ashley Caldwell | aerials (v)   | 10e       | 171,10 ptn (86,53 + 84,57) kwalificatie: 12e - 162,34 ptn (79,66 + 82,68)    |
| Emily Cook      | aerials (v)   | 11e       | 148,92 ptn (65,03 + 83,89) kwalificatie: 5e - 180,25 ptn (86,31 + 93,94)     |
| Jana Lindsey    | aerials (v)   | 17e       | kwalificatie: 17e - uitgeschakeld: 151,69 ptn (64,10 + 87,59)                |
| Lacy Schnoor    | aerials (v)   | 9e        | 172,89 ptn (89,88 + 83,01) kwalificatie: 6e - 169,51 ptn (87,77 + 81,74)     |
| Shannon Bahrke  | moguls (v)    | Brons     | 25.43 ptn kwalificatie: 10e - 23.01 ptn                                      |
| Hannah Kearney  | moguls (v)    | Goud      | 26.63 ptn kwalificatie: 9e - 23.74 ptn                                       |
| Heather McPhie  | moguls (v)    | 18e       | 14.52 ptn kwalificatie: 21e - uitgeschakeld: 20.88 ptn                       |
| Michelle Roark  | moguls (v)    | 17e       | 15.90 ptn                                                                    |

### IJshockey
| Olympiër | Discipline | Resultaat | Prestatie |
| --- | ---------- | --------- | --- |
| David Backes Dustin Brown Ryan Callahan Chris Drury Tim Gleason Erik Johnson Jack Johnson Patrick Kane Ryan Kesler Phil Kessel Jamie Langenbrunner Ryan Malone Ryan Miller Brooks Orpik Zach Parise Joe Pavelski Jonathan Quick Brian Rafalski Bobby Ryan Paul Stastny Ryan Suter Tim Thomas Ryan Whitney                | mannen     | Zilver    | Groep A: 3- 1 Zwitserland 6- 1 Noorwegen 5- 3 Canada Kwartfinale: 2- 0 Zwitserland Halve finale: 6- 1 Finland Finale: 2- 3 (nv) Canada |
| |            |           | |
| Kacey Bellamy Caitlin Cahow Lisa Chesson Julie Chu Natalie Darwitz Meghan Duggan Molly Engstrom Hilary Knight Jocelyne Lamoureux Monique Lamoureux Erika Lawler Gisele Marvin Brianne McLaughlin Jenny Potter Angela Ruggiero Molly Schaus Kelli Stack Karen Thatcher Jessie Vetter Kerry Weiland Jinelle Zaugg-Siergiej | vrouwen    | Zilver    | Groep A: 12- 1 China 13- 0 Rusland 6- 0 Finland Halve finale: 9- 1 Zweden Finale: 0- 2 Canada                                          |

### Kunstrijden
| Olympiër                      | Discipline | Resultaat | Prestatie                                                                  |
| ----------------------------- | ---------- | --------- | -------------------------------------------------------------------------- |
| Evan Lysacek                  | mannen     | Goud      | 257.67 (korte kür: 90.30, vrije kür: 167.37)                               |
| Johnny Weir                   | mannen     | 6e        | 238.87 (korte kür: 82.10, vrije kür: 156.77)                               |
| Jeremy Abbott                 | mannen     | 9e        | 218.19 (korte kür: 69.40, vrije kür: 149.56)                               |
| Mirai Nagasu                  | vrouwen    | 4e        | 190.15 (korte kür: 63.76, vrije kür: 126.39)                               |
| Rachel Flatt                  | vrouwen    | 7e        | 182.49 (korte kür: 64.64, vrije kür: 117.85)                               |
| Amanda Evora Mark Ladwig      | paren      | 10e       | 171.92 (korte kür: 57.86, vrije kür: 114.06)                               |
| Caydee Denney Jeremy Barett   | paren      | 13e       | 158.33 (korte kür: 53.26, vrije kür: 105.07)                               |
| Meryl Davis Charlie White     | ijsdansen  | Zilver    | 215.74 (verplichte dans: 41.47, originele dans: 67.08, vrije dans: 107.19) |
| Tanith Belbin Benjamin Agosto | ijsdansen  | 4e        | 203.07 (verplichte dans: 40.83, originele dans: 62.50, vrije dans: 99.74)  |
| Emily Samuelson Evan Bates    | ijsdansen  | 11e       | 174.30 (verplichte dans: 31.37, originele dans: 53.99, vrije dans: 88.94)  |

### Langlaufen
| Olympiër                                                             | Discipline              | Resultaat | Prestatie                                                                                            |
| -------------------------------------------------------------------- | ----------------------- | --------- | --- |
| Kris Freeman                                                         | 15 km vrije stijl (m)   | 59e       | 36.41,6 (+3.05,3)                                                                                    |
| Kris Freeman                                                         | 30 km achtervolging (m) | 45e       | 1:23.02,6 (+7.51,2)                                                                                  |
| Kris Freeman                                                         | 50 km klassiek (m)      | dnf       | niet gefinisht                                                                                       |
| Simi Hamilton                                                        | sprint (m)              | KF        | kwalificatie: 3.41,53 (+6.96) 29e; kwartfinale-4: 3.43,4 (+1,6) 4e                                   |
| Simi Hamilton                                                        | 15 km vrije stijl (m)   | 64e       | 37.30,5 (+3.54,2)                                                                                    |
| Torin Koos                                                           | sprint (m)              | kw.       | kwalificatie: 3.42,72 (+8,15) 36e                                                                    |
| Garrott Kuzzy                                                        | sprint (m)              | kw.       | kwalificatie: 3.47,46 (+12,89) 47e                                                                   |
| Garrott Kuzzy                                                        | 15 km vrije stijl (m)   | 58e       | 36.41,5 (+3.05,2)                                                                                    |
| Andrew Newell                                                        | sprint (m)              | kw.       | kwalificatie: 3.46,77 (+12,20) 45e                                                                   |
| James Southam                                                        | 15 km vrije stijl (m)   | 48e       | 35.58,2 (+2.21,9)                                                                                    |
| James Southam                                                        | 30 km achtervolging (m) | 34e       | 1:20.46,2 (+5.34,8)                                                                                  |
| James Southam                                                        | 50 km klassiek (m)      | 28e       | 2:10.08,3 (+4.32,8)                                                                                  |
| Torin Koos Andrew Newell                                             | teamsprint (m)          | 9e        | halve finale-2: 18.43,7 (4e); finale: 19.21,6 (+20,6)                                                |
| Team USA Andrew Newell Torin Koos Garrott Kuzzy Simi Hamilton        | 4× 10 km (m)            | 13e       | 1:51.27,7 (+6.22,3) 28.37,9 30.01,5 25.49,6 26.58,7                                                  |
|                                                                      |                         |           | |
| Morgan Arritola                                                      | 10 km vrije stijl (v)   | 34e       | 27.04,4 (+2.06,0)                                                                                    |
| Morgan Arritola                                                      | 15 km achtervolging (v) | 38e       | 43.25,9 (+3.27,8)                                                                                    |
| Morgan Arritola                                                      | 30 km klassiek (v)      | dnf       | niet gefinisht                                                                                       |
| Holly Brooks                                                         | sprint (v)              | kw.       | kwalificatie: 3.52,51 (+14,46) 38e                                                                   |
| Holly Brooks                                                         | 10 km vrije stijl (v)   | 42e       | 27.17,6 (+2.19,2)                                                                                    |
| Holly Brooks                                                         | 15 km achtervolging (v) | 56e       | 45.38,8 (+5.40,7)                                                                                    |
| Holly Brooks                                                         | 30 km klassiek (v)      | 36e       | 1:38.14,5 (+7.40,8)                                                                                  |
| Caitlin Compton                                                      | 10 km vrije stijl (v)   | 30e       | 26.49,1 (+1.50,7)                                                                                    |
| Caitlin Compton                                                      | 15 km achtervolging (v) | 43e       | 44.23,3 (+4.25,2)                                                                                    |
| Kikkan Randall                                                       | sprint (v)              | HF        | kwalificatie: 3.44,97 (+6,92) 10e; kwartfinale-1: 3.39,4 (+4,0) 2e; halve finale-1: 3.45,9 (+6,6) 4e |
| Kikkan Randall                                                       | 30 km klassiek (v)      | 24e       | 1:34.59,0 (+4.25,3)                                                                                  |
| Liz Stephen                                                          | 10 km vrije stijl (v)   | 50e       | 27.41,1 (+2.42,7)                                                                                    |
| Liz Stephen                                                          | 15 km achtervolging (v) | 58e       | 45.53,8 (+5.55,7)                                                                                    |
| Caitlin Compton Kikkan Randall                                       | teamsprint (v)          | 6e        | halve finale-2: 18.48,9 (3e); finale: 18.51,6 (+47,9)                                                |
| Team USA Kikkan Randall Holly Brooks Morgan Arritola Caitlin Compton | 4× 5 km (v)             | 12e       | 58.57,5 (+3.38,0) 14.57,5 16.12,8 13.41,6 14.05,6                                                    |

### Noordse combinatie
| Olympiër                                                | Discipline                   | Resultaat | Prestatie                                                                               |
| ------------------------------------------------------- | ---------------------------- | --------- | --------------------------------------------------------------------------------------- |
| Brett Camerota                                          | gundersen normale schans (m) | 36e       | schansspringen: 100,0 m - 121,5 p (10e + 0.56) langlaufen: 27.56,6                      |
| Bill Demong                                             | gundersen normale schans (m) | 6e        | schansspringen: 96,5 m - 115,5 p (24e + 1.20) langlaufen: 26.05,0                       |
| Bill Demong                                             | gundersen grote schans (m)   | Goud      | schansspringen: 127,0 m - 115,5 p (5e + 0.46) langlaufen: 24.46,9                       |
| Todd Lodwick                                            | gundersen normale schans (m) | 4e        | schansspringen: 101,5 m - 127,0 p (2e + 0.34) langlaufen: 25.48,6                       |
| Todd Lodwick                                            | gundersen grote schans (m)   | 14e       | schansspringen: 122,5 m - 108,7 p (13e + 1.13) langlaufen: 26.43,2                      |
| Johnny Spillane                                         | gundersen normale schans (m) | Zilver    | schansspringen: 100,5 m - 124,5 p (4e + 0.44) langlaufen: 25.47,5                       |
| Johnny Spillane                                         | gundersen grote schans (m)   | Zilver    | schansspringen: 129,0 m - 118,5 p (2e + 0.34) langlaufen: 25.36,9                       |
| Taylor Fletcher                                         | gundersen grote schans (m)   | 45e       | schansspringen: 82,0 m - 38,0 p (46e) langlaufen: 32.13,5                               |
| Brett Camerota Todd Lodwick Bill Demong Johnny Spillane | team (m)                     | Zilver    | schansspringen: 122,3 / 132,2 / 123,8 / 127,5 = 505,8 p (2e + 0.02) langlaufen: 49.36,8 |

### Rodelen
| Olympiër                    | Discipline    | Resultaat | Prestatie                                    |
| --------------------------- | ------------- | --------- | -------------------------------------------- |
| Tony Benshoof               | mannen enkel  | 8e        | 3.15,128 (48,657 / 48,747 / 49,010 / 48,714) |
| Chris Mazdzer               | mannen enkel  | 13e       | 3.15,813 (48,811 / 48,963 / 49,223 / 48,816) |
| Bengt Walden                | mannen enkel  | 15e       | 3.15,984 (49,002 / 48,865 / 49,323 / 48,794) |
| Christian Niccum Dan Joye   | dubbel (m)    | 6e        | 1.23,291 (41,602 / 41,689)                   |
| Mark Grimmette Brian Martin | dubbel (m)    | 13e       | 1.24,005 (41,821 / 42,184)                   |
|                             |               |           |                                              |
| Julia Clukey                | vrouwen enkel | 17e       | 2.49,360 (42,059 / 42,075 / 42,472 / 42,754) |
| Erin Hamlin                 | vrouwen enkel | 16e       | 2.49,108 (41,835 / 42,219 / 42,792 / 42,262) |
| Megan Sweeney               | vrouwen enkel | 22e       | 2.50,215 {42,450 / 42,690 / 42,625 / 42,450) |

### Schaatsen
| Olympiër                                                                            | Discipline               | Resultaat | Prestatie |
| ----------------------------------------------------------------------------------- | ------------------------ | --------- | --- |
| Tucker Fredricks                                                                    | 500 m (m)                | 12e       | 70,356 (35,218 + 35,138)                                                                                                   |
| Mitchell Whitmore                                                                   | 500 m (m)                | 37e       | 73,048 (36,734 + 36,314)                                                                                                   |
| Nick Pearson                                                                        | 500 m (m)                | 26e       | 71,928 (35,834 + 36,094)                                                                                                   |
| Nick Pearson                                                                        | 1000 m (v)               | 7e        | 1.09,32 |
| Shani Davis                                                                         | 500 m (m)                | dns       | niet gestart |
| Shani Davis                                                                         | 1000 m (v)               | Goud      | 1.08,94 |
| Shani Davis                                                                         | 1500 m (v)               | Zilver    | 1.46,10 |
| Shani Davis                                                                         | 5000 m (v)               | 12e       | 6.28,44 |
| Chad Hedrick                                                                        | 1000 m (m)               | Zilver    | |
| Chad Hedrick                                                                        | 1500 m (v)               | 6e        | 1.46,69 |
| Chad Hedrick                                                                        | 5000 m (v)               | 11e       | 6.27,07 |
| Trevor Marsicano                                                                    | 1000 m (m)               | 10e       | 1.10,11 |
| Trevor Marsicano                                                                    | 1500 m (v)               | 15e       | 1.47,84 |
| Trevor Marsicano                                                                    | 5000 m (v)               | 14e       | 6.30,93 |
| Brian Hansen                                                                        | 1500 m (m)               | 18e       | 1.48,45 |
| Ryan Bedford                                                                        | 10.00 m (m)              | 12e       | 13.40,20 |
| Jonathan Kuck                                                                       | 10.00 m (m)              | 8e        | 13.31,78 |
| Brian Hansen Chad Hedrick Jonathan Kuck Trevor Marsicano                            | ploegenachtervolging (m) | Zilver    | kwartfinale: 3.44,25, won van Japan halve finale: 3.41,72, won van Nederland 1e/2e plaats: 3.41,58, verloor van Canada     |
|                                                                                     |                          |           | |
| Lauren Cholewinski                                                                  | 500 m (v)                | 30e       | 79,101 (39,514 + 39,587)                                                                                                   |
| Elli Ochowicz                                                                       | 500 m (v)                | 17e       | 78,050 (39,002 + 39,048)                                                                                                   |
| Elli Ochowicz                                                                       | 1000 m (v)               | 26e       | 1.18,33 |
| Heather Richardson                                                                  | 500 m (v)                | 6e        | 77,175 (38,698 + 38,477)                                                                                                   |
| Heather Richardson                                                                  | 1000 m (v)               | 9e        | 1.17,37 |
| Heather Richardson                                                                  | 1500 m (v)               | 16e       | 1.59,56 |
| Jennifer Rodriguez                                                                  | 500 m (v)                | 21e       | 78,463 (39,182 + 29,281)                                                                                                   |
| Jennifer Rodriguez                                                                  | 1000 m (v)               | 7e        | 1.17,08 |
| Jennifer Rodriguez                                                                  | 1500 m (v)               | 18e       | 2.00,08 |
| Rebekah Bradford                                                                    | 1000 m (v)               | 29e       | 1.18,78(8) |
| Catherine Raney-Norman                                                              | 1500 m (v)               | 31e       | 2.03,02 |
| Catherine Raney-Norman                                                              | 3000 m (v)               | 17e       | 4.16,59 |
| Jilleanne Rookard                                                                   | 1500 m (v)               | 24e       | 2.01,95 |
| Jilleanne Rookard                                                                   | 3000 m (v)               | 12e       | 4.13,05 |
| Jilleanne Rookard                                                                   | 5000 m (v)               | 8e        | 7.07,48 |
| Nancy Swider-Peltz, Jr.                                                             | 3000 m (v)               | 9e        | 4.11,16 |
| Maria Lamb                                                                          | 5000 m (v)               | 15e       | 7.25,15 |
| Catherine Raney-Norman Jennifer Rodriguez Jilleanne Rookard Nancy Swider-Peltz, Jr. | ploegenachtervolging (v) | 4e        | kwartfinale: 3.02,20, won van Canada halve finale: 3.03,78, verloor van Duitsland 3e/4e plaats: 3.05,30, verloor van Polen |

### Schansspringen
| Olympiër                                                              | Discipline              | Resultaat | Prestatie |
| --------------------------------------------------------------------- | ----------------------- | --------- | --- |
| Nicholas Alexander                                                    | normale schans ind. (m) | 41e       | 106,5 p. (93,5 m en dnq) kwalificatie 35e — 113 p. (96,0 m)                                                                    |
| Nicholas Alexander                                                    | grote schans ind. (m)   | 40e       | 79,2 p. (109,0 m en dnq) kwalificatie 28e — 116,5 p. (127,5 m)                                                                 |
| Anders Johnson                                                        | normale schans ind. (m) | 49e       | 92,5 p. (86,5 m en dnq) kwalificatie 40e — 108,5 p. (93,5 m)                                                                   |
| Anders Johnson                                                        | grote schans ind. (m)   | 52e       | kwalificatie: 42e — uitgeschakeld: 95,6 p. (117 m)                                                                             |
| Peter Frenette                                                        | normale schans ind. (m) | 41e       | 106,5 p. (93,0 m en dnq) kwalificatie 30e — 115 p. (97,0 m)                                                                    |
| Peter Frenette                                                        | grote schans ind. (m)   | 32e       | 90,6 p. (114,5 m en dnq) kwalificatie 30e — 113,8 p. (126,0 m)                                                                 |
| Team Anders Johnson Peter Frenette Taylor Fletcher Nicholas Alexander | grote schans team (m)   | 11e       | 340,0 punten, niet geplaatst voor de tweede ronde 92,4 p. (115,5 m.) 111,1 p. (124,5 m.) 36,3 p. (88,5 m.) 100,2 p. (119,0 m.) |

dnq: niet geplaatst voor de tweede ronde

### Shorttrack
| Olympiër                                                                    | Discipline           | Resultaat | Prestatie                                                                           |
| --------------------------------------------------------------------------- | -------------------- | --------- | ----------------------------------------------------------------------------------- |
| John Robert Celski                                                          | 1000 m (m)           | 8e        | vr7: 1.25,113 (2e), kf3: 1.24,621 (2e), hf1: gediskwalificeerd                      |
| John Robert Celski                                                          | 1500 m (m)           | Brons     | vr3: 2.12,460 (2e), hf3: 2.13,606 (2e), A-finale: 2.18,053 (3e)                     |
| Simon Cho                                                                   | 500 m (m)            | 11e       | vr2: 41,726 (2e), hf1: 41,211 93e)                                                  |
| Travis Jayner                                                               | 1000 m (m)           | 23e       | vr4: 1.27,841 (4e)                                                                  |
| Jordan Malone                                                               | 500 m (m)            | 29e       | vr3: 1.03,884 (4e)                                                                  |
| Jordan Malone                                                               | 1500 m (m)           | 34e       | vr2: gediskwalificeerd                                                              |
| Apolo Anton Ohno                                                            | 500 m (m)            | 8e        | vr7: 41,665 (1e), hf2: 42,004 (2e), hf2: 41,460 (1e), A-finale: gediskwalificeerd   |
| Apolo Anton Ohno                                                            | 1000 m (m)           | Brons     | vr6: 1.25,949 (1e), kf1: 1.25,502 (2e), hf2: 1.25,033 (1e), A-finale: 1.24,128 (3e) |
| Apolo Anton Ohno                                                            | 1500 m (m)           | Zilver    | vr5: 2.17,653 (1e), hf1: 2.11,072 (2e), A-finale: 2.17,976 (2e)                     |
| John Robert Celski Simon Cho Travis Jayner Jordan Malone Apolo Anton Ohno   | 5000 m aflossing (m) | Brons     | hf1: 6.46,369 (2e), A-finale: 6.44,498 (3e)                                         |
|                                                                             |                      |           |                                                                                     |
| Allison Baver                                                               | 1000 m (v)           | 29e       | vr1: gediskwalificeerd                                                              |
| Allison Baver                                                               | 1500 m (v)           | 15e       | vr6: 2.44,915 (4e), hf1: 2.45,053 (5e)                                              |
| Kimberley Derrick                                                           | 1000 m (v)           | 20e       | vr7: 1.31,663 (3e)                                                                  |
| Kimberley Derrick                                                           | 1500 m (v)           | 21e       | vr1: 2.24,375 (4e)                                                                  |
| Alyson Dudek                                                                | 500 m (v)            | 13e       | vr3: 44,560 (2e), kf3: 44,588 (4e)                                                  |
| Katherine Reutter                                                           | 500 m (v)            | 7e        | vr1: 44,187 (1e), kf1: 43,834 (1e), hf1: 44,145 (4e), B-finale: 44,846 (3e)         |
| Katherine Reutter                                                           | 1000 m (v)           | Zilver    | vr5: 1.30,508 (1e), kf3: 1.29,955 (1e), hf2: 1.30,568 (1e), A-finale: 1.29,324 (2e) |
| Katherine Reutter                                                           | 1500 m (v)           | 4e        | vr3: 2.29,316 (2e), hf2: 2.37,060 (4e), A-finale: 2.18,396 (4e)                     |
| Allison Baver Kimberley Derrick Alyson Dudek Lana Gehring Katherine Reutter | 3000 m aflossing (v) | Brons     | hf1: 4.15,376 (2e), A-finale: 4.14,081 (3e)                                         |

### Skeleton
| Olympiër          | Discipline | Resultaat | Prestatie                               |
| ----------------- | ---------- | --------- | --------------------------------------- |
| Zach Lund         | mannen     | 5e        | 3.31,27 (53,04 / 52,85 / 52,57 / 52,81) |
| Eric Bernotas     | mannen     | 14e       | 3.33,27 (53,23 / 53,55 / 53,33 / 53,16) |
| John Daly         | mannen     | 17e       | 3.34,01 (54,08 / 53,65 / 53,23 / 53,05) |
|                   |            |           |                                         |
| Noelle Pikus-Pace | vrouwen    | 4e        | 3.36,46 (54,30 / 54,21 / 53,88 / 54,07) |
| Katie Uhlaender   | vrouwen    | 11e       | 3.37,93 (54,51 / 54,23 / 54,54 / 54,35) |

### Snowboarden
| Olympiër                | Discipline               | Resultaat | Prestatie |
| ----------------------- | ------------------------ | --------- | --- |
| Nick Baumgartner        | cross (m)                | 20e       | kwalificatie: 7e (1.21,70) achtste finale: 4e - uitgeschakeld |
| Nate Holland            | cross (m)                | 4e        | kwalificatie: 8e (1.21,78) achtste finale: 1e kwartfinale: 2e halve finale: 1e finale: 4e |
| Graham Watanabe         | cross (m)                | 18e       | kwalificatie: 2e (1.20,53) achtste finale: 3e - uitgeschakeld |
| Seth Wescott            | cross (m)                | Goud      | kwalificatie: 17e (1.22,87) achtste finale: 1e kwartfinale: 1e halve finale: 2e finale: 1e |
| Greg Bretz              | halfpipe (m)             | 12e       | kwalificatie: 4e; 41,3 ptn (36,2 en 41,3) halve finale: 42,1 ptn (42,1 en 38,0) finale: 18,3 ptn (18,3 en 13,0) |
| Scotty Lago             | halfpipe (m)             | Brons     | kwalificatie: 6e; 39 ptn (39,0 en 28,4) halve finale: 41,3 ptn (41,3 en 16,2) finale: 42,8 ptn (42,8 en 17,5) |
| Shaun White             | halfpipe (m)             | Goud      | kwalificatie: 1e; 45,8 ptn (45,8 en 10,8) finale: 48,4 ptn (46,8 en 48,4) |
| Louie Vito              | halfpipe (m)             | 4e        | kwalificatie: 3e; 41,8 ptn (26,1 en 41,8) finale: 39,4 ptn (39,1 en 39,4) |
| Chris Klug              | parallelreuzenslalom (m) | 7e        | kwalificatie: 16e (1.18,84) achtste finale: gewonnen van Andreas Prommegger ( AUT) kwartfinale: verloren van Mathieu Bozzetto ( FRA) plaats 5-8: verloren van Zan Kosir ( SLO) plaats 7-8: gewonnen van Rok Flander ( SLO) |
| Tyler Jewell            | parallelreuzenslalom (m) | 13e       | kwalificatie: 7e (1.17,85) achtste finale: verloren van Jasey-Jay Anderson ( CAN) - uitgeschakeld |
|                         |                          |           | |
| Callan Chythlook-Sifsof | cross (v)                | 21e       | kwalificatie: 21e (1.59,04) - uitgeschakeld |
| Faye Gulini             | cross (v)                | 12e       | kwalificatie: 12e (1.30,75) kwartfinale: 3e - uitgeschakeld |
| Lindsey Jacobellis      | cross (v)                | 5e        | kwalificatie: 2e (1.25,41) kwartfinale: 1e halve finale: 4e kleine finale: 1e |
| Gretchen Bleiler        | halfpipe (v)             | 11e       | kwalificatie: 5e; 40,2 ptn (36,6 en 40,2) finale: 14,7 ptn (11,0 en 14,7) |
| Kelly Clark             | halfpipe (v)             | Brons     | kwalificatie: 2e; 45,4 ptn (45,4 en 13,6) finale: 42,2 ptn (25,6 en 42,2) |
| Elena Hight             | halfpipe (v)             | 10e       | kwalificatie: 8e; 37,9 ptn (35,7 en 37,9) halve finale: 37,1 ptn (37,1 en 10,8) finale: 24,6 ptn (24,6 en 16,0) |
| Hannah Teter            | halfpipe (v)             | Zilver    | kwalificatie: 4e; 42,7 ptn (39,7 en 42,7) finale: 42,4 ptn (42,4 en 39,2) |
| Michelle Gorgone        | parallelreuzenslalom (v) | 14e       | kwalificatie: 13e (1.24,63) achtste finale: verloren van Jekaterina Iljoechina ( RUS) - uitgeschakeld |

Albanië · Algerije · Andorra · Argentinië · Armenië · Australië · Azerbeidzjan · België · Bermuda · Bosnië en Herzegovina · Brazilië · Bulgarije · Canada · Chili · China · Chinees Taipei · Colombia · Cyprus · Denemarken · Duitsland · Estland · Ethiopië · Finland · Frankrijk · Georgië · Ghana · Griekenland · Groot-Brittannië · Hongarije · Hongkong · Ierland · IJsland · India · Iran · Israël · Italië · Jamaica · Japan · Kaaimaneilanden · Kazachstan · Kirgizië · Kroatië · Letland · Libanon · Liechtenstein · Litouwen · Macedonië · Marokko · Mexico · Moldavië · Monaco · Mongolië · Montenegro · Nederland · Nepal · Nieuw-Zeeland · Noord-Korea · Noorwegen · Oekraïne · Oezbekistan · Oostenrijk · Pakistan · Peru · Polen · Portugal · Roemenië · Rusland · San Marino · Senegal · Servië · Slovenië · Slowakije · Spanje · Tadzjikistan · Tsjechië · Turkije · Verenigde Staten · Wit-Rusland · Zuid-Afrika · Zuid-Korea · Zweden · Zwitserland